# 湖山堂
湖山堂（Stuart Memorial Church）是杭州历史上的一座著名基督教堂，是美南长老会创建的5所教堂(湖山堂、天水堂、太平堂、城北堂、拱宸堂)中规模最大的一所。位于众安桥边，庆春路和浣纱路交叉口的西南侧，即今中国建设银行杭州分行址 。
湖山堂是为了纪念1913年去世的美南长老会杭州教会的开创人物司徒尔牧师而兴建。于1915年在拆除杭州八旗驻防城后新规划的新市场地区，众安桥旁，建造湖山堂，1917年建成。地址法院路（今庆春路自中河路至浣纱路一段）1号。湖山堂附近的学士路1号就是著名的教会学校弘道女中。明思德牧师和天水堂牧师桑志坚原本计划定堂名为“思尔堂”，但是司徒尔之子司徒雷登认为父亲生前不喜扬名，于是以此地临近西湖，定名为湖山堂。
1935年7月中旬到8月中旬，宋尚节在杭州湖山堂举行全国性的查经大会，参加人数约八百余人。
抗战时期，日军曾占用湖山堂作为健身房。
1947年，中华基督教会浙江大会成立，办事处设在杭州湖山堂。
1958年，中国大陆基督教实行联合礼拜，大部分教堂被关闭，湖山堂仍是杭州城内保留下来的三座教堂之一（湖山堂、思澄堂、鼓楼堂）。1966年文革爆发，湖山堂被关闭，建筑改为它用。文革后也没有恢复。1977年下半年被拆除。